# Richard Harmon
Richard Scott Harmon (Mississauga, 18 augustus 1991) is een Canadese televisie- en filmacteur. Hij is de jongere broer van Jessica Harmon.

## Filmografie
- Biblioteca Nacional de España: XX5391658
- Gemeinsame Normdatei: 115358008X
- International Standard Name Identifier: 0000 0003 5763 8518
- Library of Congress Control Number: no2011166984
- SNAC: w6nk61jf
- Système universitaire de documentation: 249084724
- Virtual International Authority File: 187577862
- WorldCat: E39PBJgmKmVP9WGdMcjDBcwgrq